# Regulus regulus
Il regolo comune (Regulus regulus (Linnaeus, 1758)) è un uccello passeriforme della famiglia dei Regulidi.

## Etimologia
Il nome scientifico, regulus, è un tautonimo, in quanto ripetizione del nome del genere: il nome comune altro non è che la traduzione di quello scientifico.

## Descrizione

### Dimensioni
Coi suoi 8,5-9,5 cm di lunghezza, per 4,6-7,1 g di peso e un'apertura alare di 13,5-15,5 cm, il regolo rappresenta il più piccolo uccello europeo.

### Aspetto

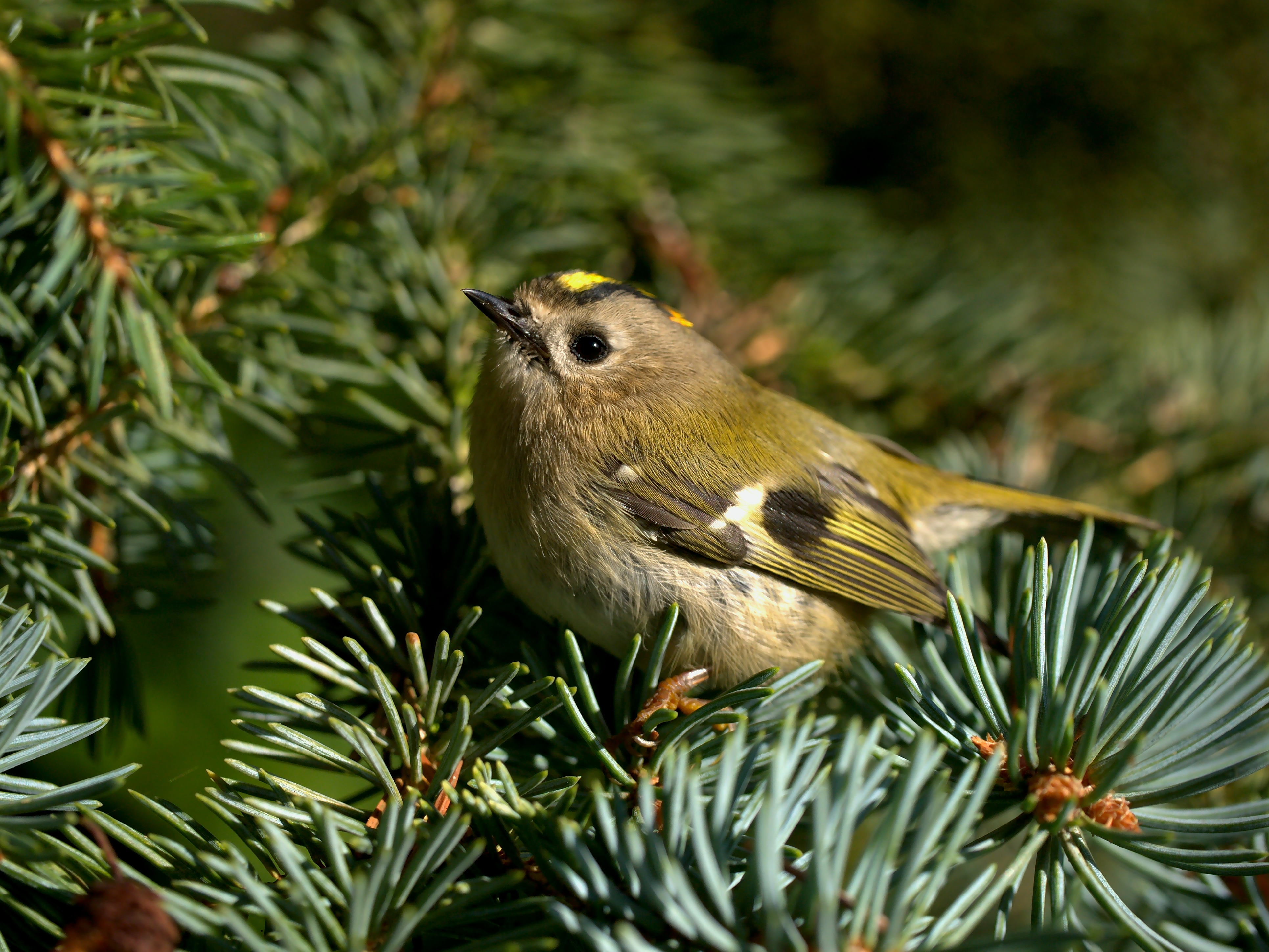
Maschio ad Auderghem.

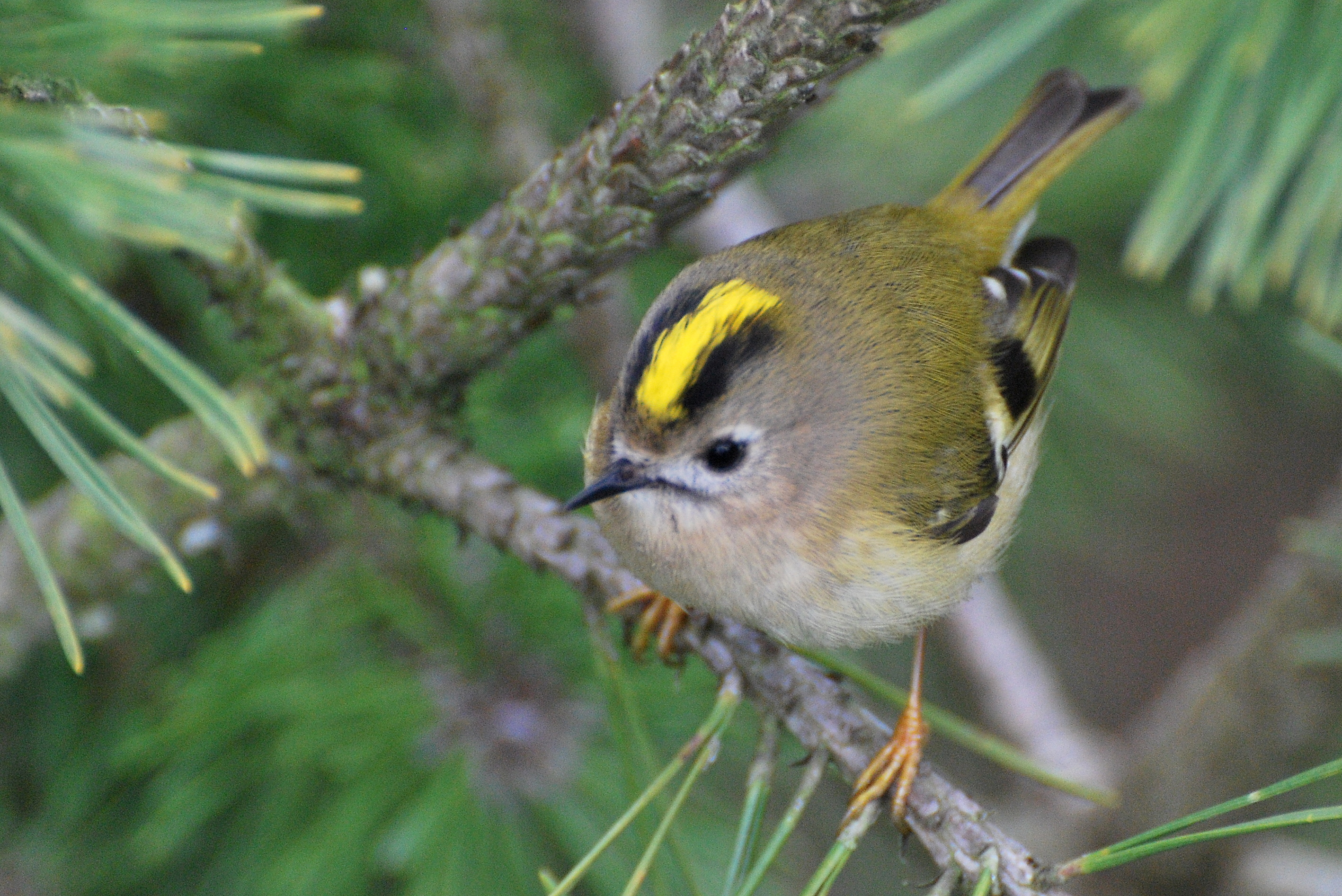
Femmina in Hampshire.

Si tratta di uccelli dall'aspetto massiccio e arrotondato, muniti di grossa testa arrotondata che appare direttamente incassata sul tronco, ali arrotondate, coda dalla punta forcuta, zampe lunghe e forti con artigli ricurvi e corto becco sottile. Nel complesso, i regoli sono molto simili all'affine fiorrancino, dal quale si distinguono per la differente colorazione della cresta cefalica e l'assenza nel regolo della mascherina facciale elaborata, tipica del "cugino".
Il piumaggio si presenta di colore verde oliva su tutto il corpo, più scuro su ali e coda (dove quest'ultima e le remiganti sono nerastre con orli delle penne verde oliva-dorato, mentre le penne copritrici sono bianche con la punta nera), con sfumature gialline su scapole e fianchi, mentre la nuca tende al grigio cenere, gola, petto e ventre mostrano anch'essi tendenza a virare verso il grigio-biancastro e la faccia mostra mascherina bianca attorno a occhi e becco. Il vertice è di un inconfondibile colore giallo brillante, contornato fra la fronte e la tempia da una banda nera. La taglia segue un gradiente crescente da ovest ad est, con la colorazione che diviene più scura, e poi un secondo gradiente decrescente in direttrice sud-est, con la livrea che si schiarisce nuovamente.

Il dimorfismo sessuale è presente ma non evidentissimo: nei maschi il giallo cefalico è più esteso e brillante e si accompagna a dell'arancione intenso, mentre la livrea si presenta più chiara dorsalmente e più tendente al grigiastro ventralmente nella femmina rispetto al maschio.
In ambedue i sessi, il becco è di colore nerastro, le zampe sono di colore carnicino scuro e gli occhi sono di colore bruno scuro.

## Biologia

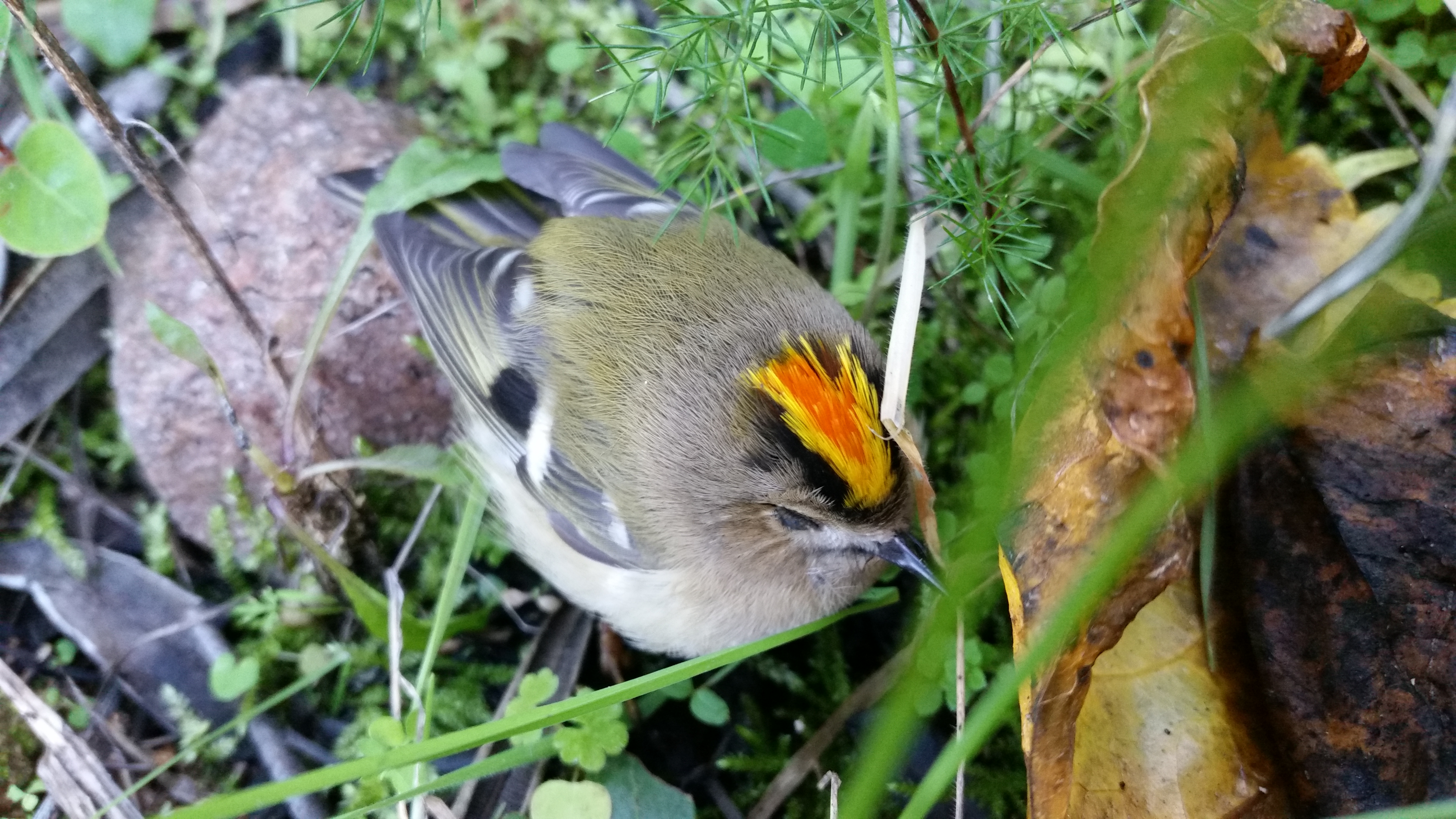
Maschio in Corsica lascia osservare il vertice colorato.

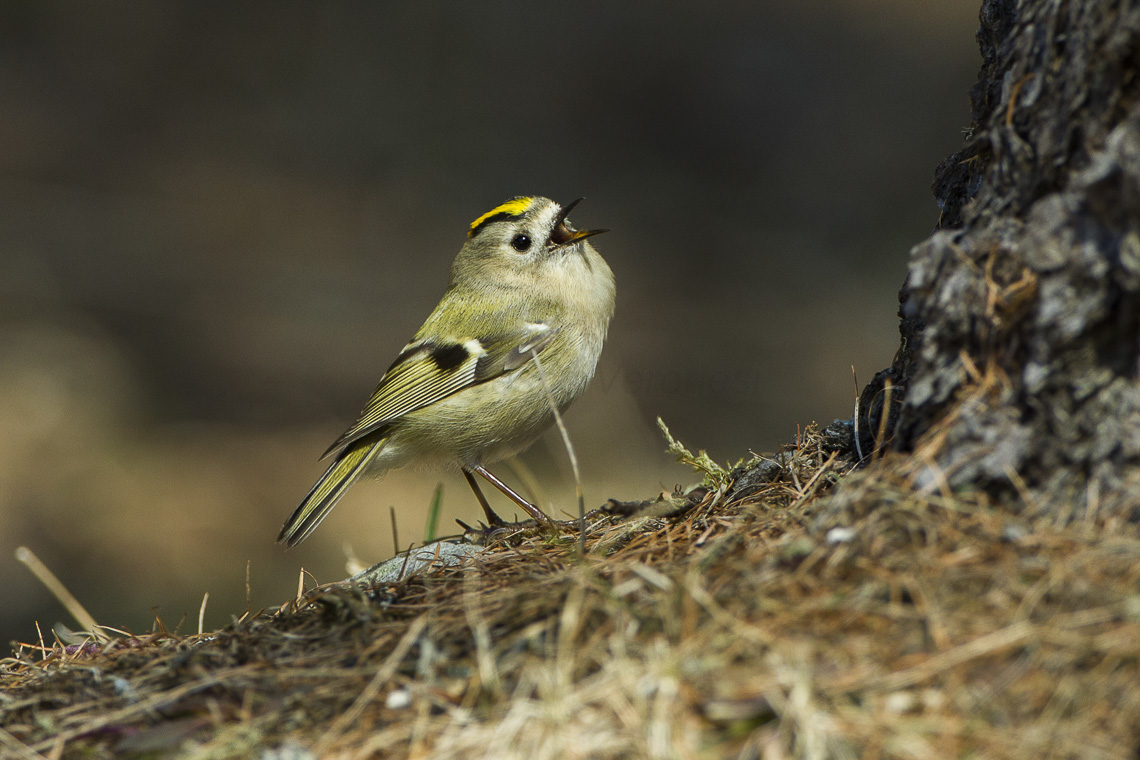
Maschio canta in Val d'Aosta.

Il regolo è un uccelletto diurno e tendenzialmente gregario, che durante l'inverno può formare stormi misti anche di una certa consistenza assieme a diverse specie di cincia e silvia. Il velocissimo metabolismo costringe questi uccelletti a un ritmo di vita molto rapido, portandoli a passare la maggior parte del loro tempo alla ricerca di cibo su e giù fra i rami, ispezionando incessantemente la corteccia e le foglie col becco. Durante l'inverno, quando il cibo scarseggia, i regoli sono in grado di abbassare il proprio tasso metabolico e far scendere la temperatura corporea fino a 10 °C durante la notte per ridurre il fabbisogno energetico.
Il richiamo del regolo è acuto e ronzante: i vari esemplari si tengono in contatto emettendolo a intervalli di 1-4 secondi: i maschi cantano ripetendo velocemente il richiamo per 3-4 secondi 5-7 volte al minuto. Durante il periodo degli amori, i maschi reagiscono aggressivamente al canto di conspecifici e spesso anche al canto del fiorrancino (soprattutto quando esiste disparità fra la consistenza numerica delle due popolazioni), mentre i fiorrancini ignorano il canto (più elaborato) dei regoli: tale comportamento è tanto più significativo se si considera che i regoli "continentali" non reagiscono invece al canto dei maschi delle sottospecie macaronesiane e viceversa.

### Alimentazione

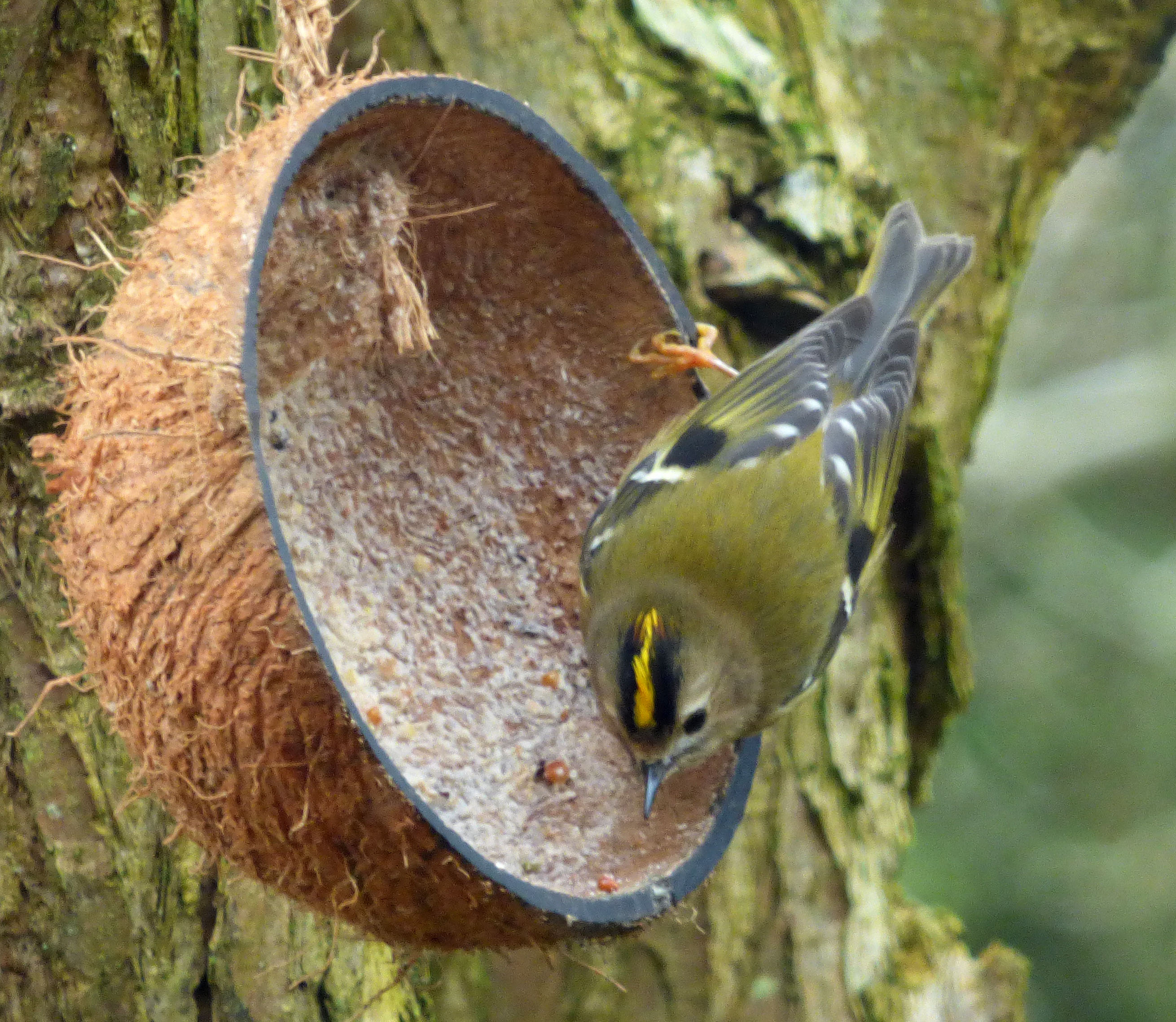
Esemplare si nutre a Malvern.

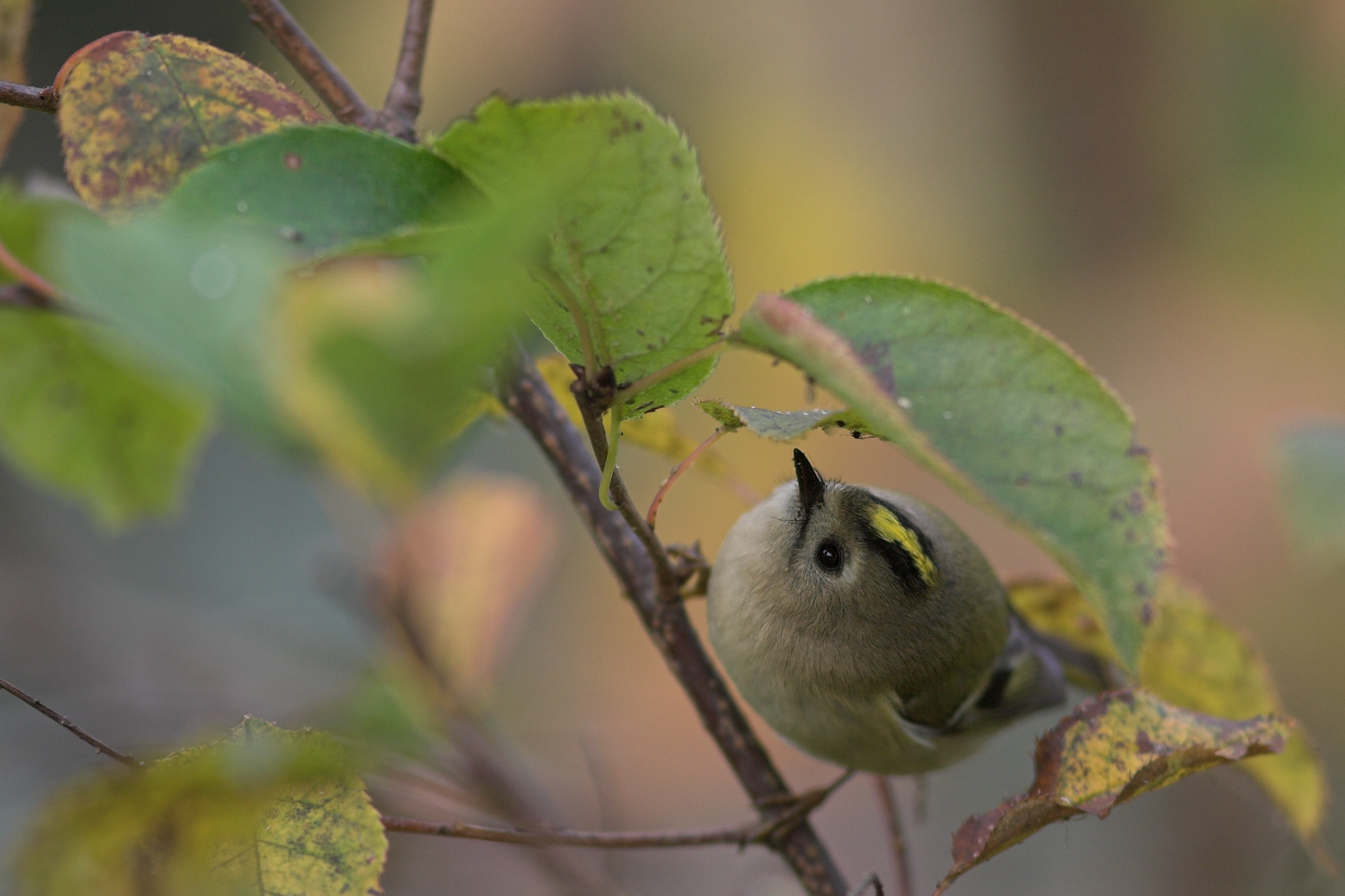
Esemplare alla ricerca di cibo.

Il regolo è un uccelletto essenzialmente insettivoro, che si nutre in massima parte di piccoli artropodi dall'esoscheletro non eccessivamente rigido, come collemboli, afidi e ragni, nonché di larve ed uova, oltre che di piccole falene e di bruchi: questi uccelli sono specializzati per nutrirsi di prede catturate in volo, ma molto spesso cercano attivamente il cibo fra i rami (specialmente sulla superficie inferiore di rami e foglie, per evitare la competizione col fiorrancino che ispeziona invece le superfici superiori) e talvolta anche al suolo fra le foglie cadute, comportamento questo osservabile specialmente quando questi uccelli sono in gruppo con le cince. I regoli sono inoltre soliti piluccare i moscerini rimasti intrappolati nelle ragnatele, talvolta rimanendo impigliati a loro volta. Talvolta questi uccelli attaccano e si cibano anche di prede di dimensioni maggiori (come catididi e tortricidi), mentre l'attacco di un esemplare ai danni di una libellula non ha sortito effetto, con il regolo trascinato in volo dall'insetto che teneva nel becco.

Pur essendo strettamente insettivori, i regoli sono stati talvolta osservati mentre si nutrivano di polline o linfa di betulla assieme a cince e picchi muratori.

### Riproduzione

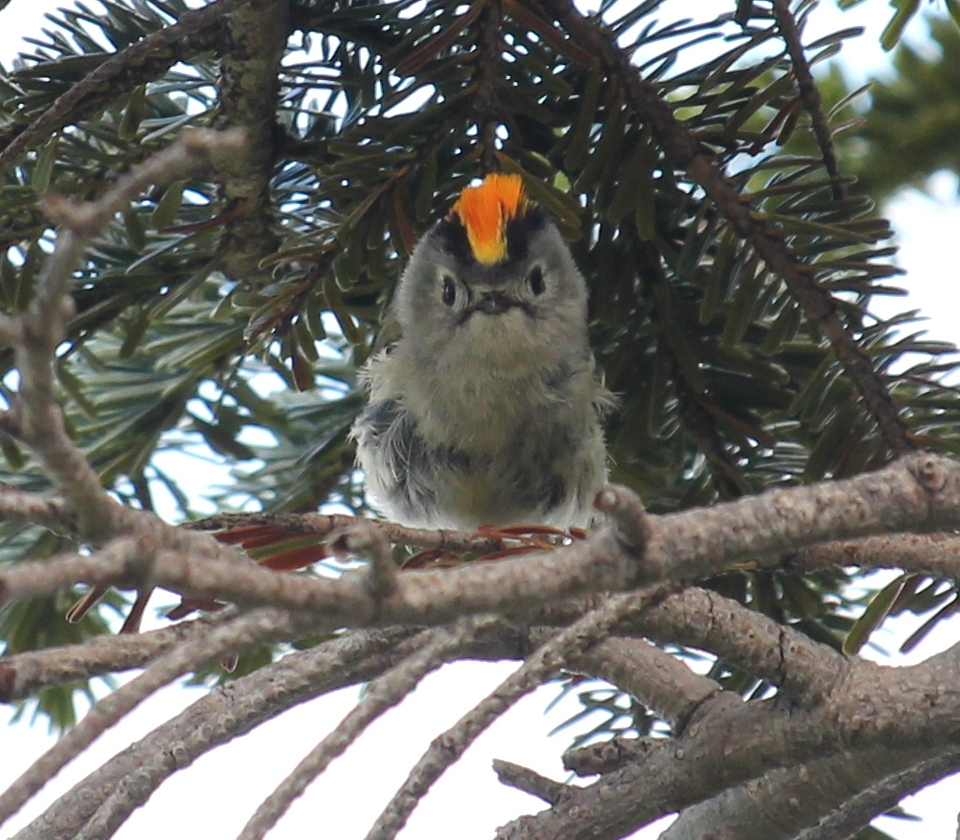
Maschio con cresta eretta ad Azumino.

La stagione degli amori va dalla fine di marzo a luglio: durante questo periodo, le coppie (si tratta di uccelli rigidamente monogami) portano generalmente avanti due covate.
Il maschio corteggia la femmina cantando da posatoi elevati ed annuendo insistentemente in sua direzione quando essa si avvicina, mettendo ben in evidenza la colorazione giallo-arancio del vertice, le cui penne vengono tenute ben erette. Durante il periodo riproduttivo i maschi si dimostrano territoriali e aggressivi, scacciando dai dintorni qualsiasi intruso.

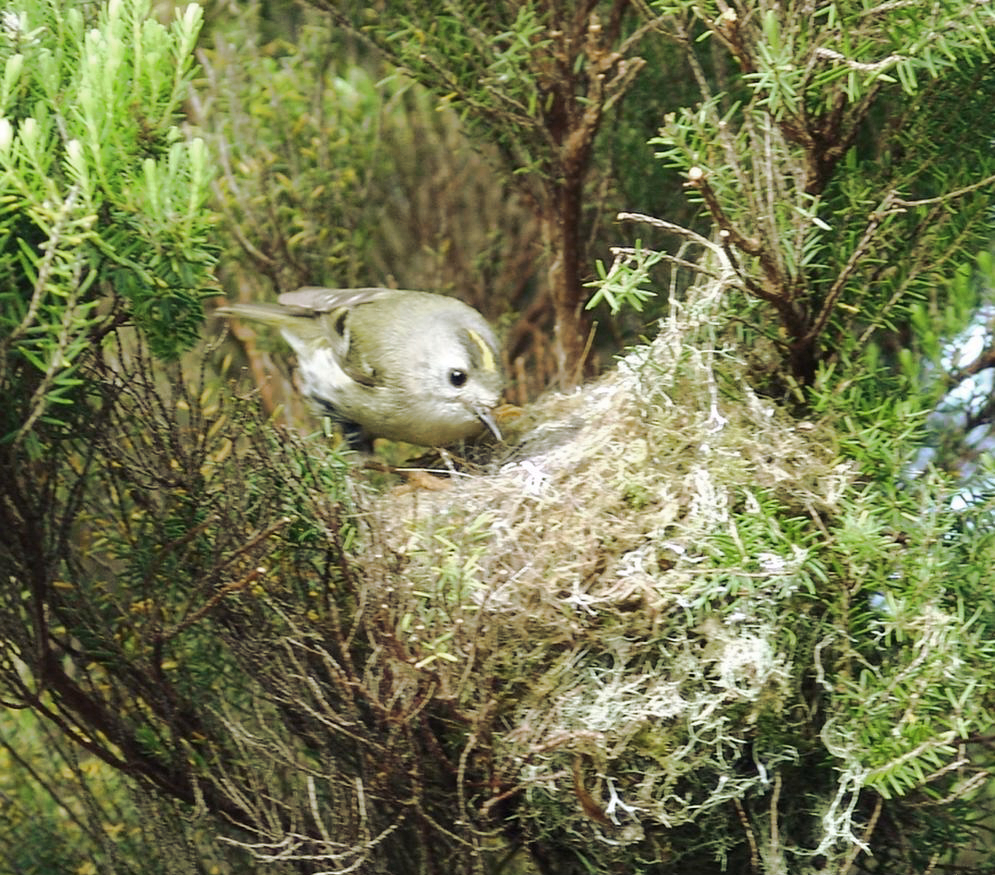
Femmina sul nido in Portogallo.

Il nido è a forma di coppa con orli molto rialzati, e viene costruito principalmente dalla femmina, col maschio che può collaborare con essa nella costruzione: esso viene ubicato alla punta del ramo di una conifera fra 1 e 22 m di altezza, e consta di uno spesso strato esterno di licheni, muschio e ragnatela intrecciati, mentre la superficie interna è foderata di pelame e piumino.

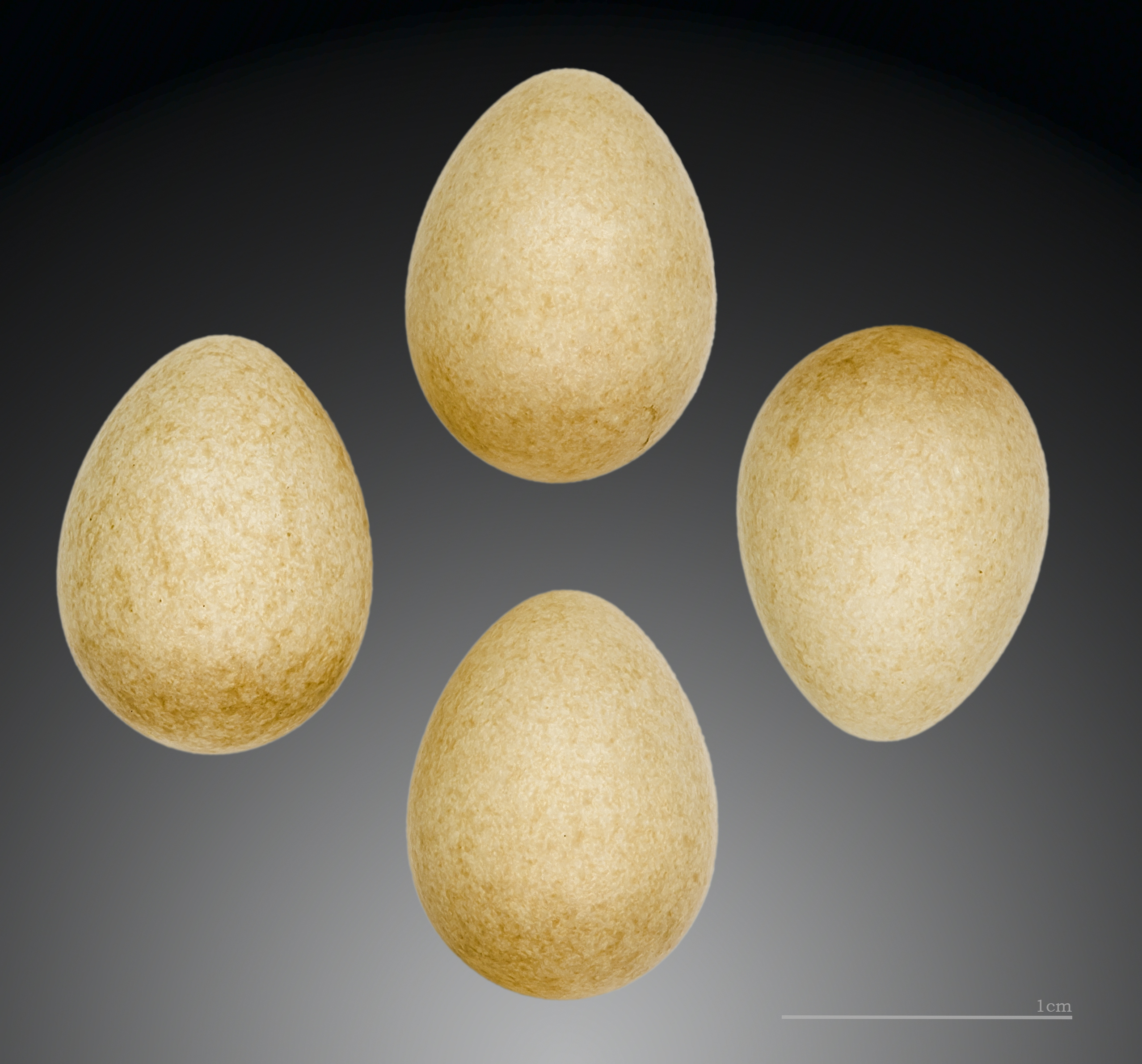
Uova al Museo di storia naturale di Tolosa.

All'interno del nido la femmina depone fino a una dozzina di uova biancastre con rada maculatura bruna sul polo ottuso, di 14 × 10 mm per 0,8 g di peso: le uova vengono deposte in strati nel nido e divengono via via più grandi man mano che la femmina depone, con le ultime che possono essere più grandi delle prime anche del 20%.

La cova dura 16-19 giorni. La femmina rimane in piedi sul nido, con le zampe infilate fra le uova per scaldare col calore corporeo anche quelle più sul fondo: essa lascia rarissimamente il nido, spesso non muovendosi da esso nemmeno qualora venga spostato.

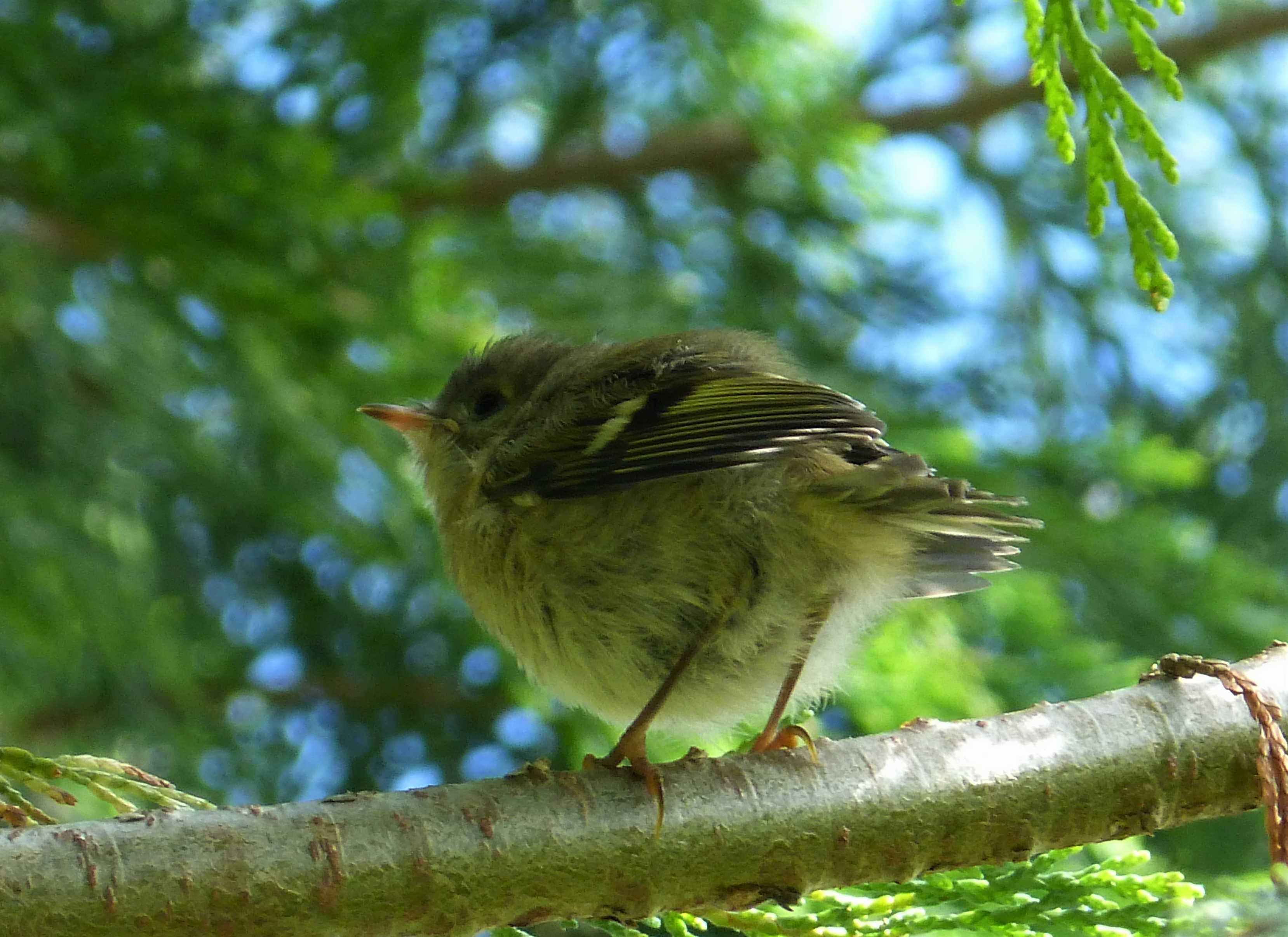
Giovane regolo in Inghilterra.

I pulli sono ciechi ed implumi alla schiusa: essi vengono imbeccati dalla femmina (che inoltre provvede a fornire loro acqua in caso di giornate particolarmente calde) e sono pronti per involarsi a 17-22 giorni dalla schiusa. Durante questo periodo, il maschio costruisce un nuovo nido per la seconda covata, dove la femmina si sposta dopo l'involo dei piccoli della prima covata: a questo punto, mentre la femmina cova le nuove uova, il maschio si prende cura dei giovani della prima covata, i quali rimangono presso il nido ancora per una decina di giorni prima di allontanarsene definitivamente.
I giovani raggiungono la maturità sessuale attorno all'anno di vita, tuttavia il tasso di mortalità annuo di questi uccelli si aggira attorno all'80%: la speranza di vita di questi uccelli si aggira dunque attorno agli otto mesi, sebbene vi siano casi eccezionali di esemplari selvatici vissuti 4 anni e 10 mesi e 7 anni e 7 mesi.

## Distribuzione e habitat

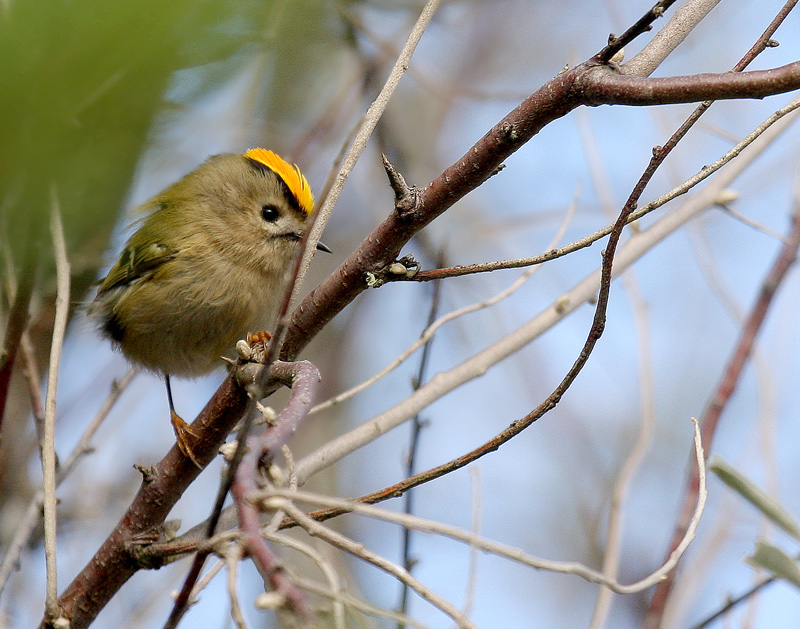
maschio a Saint-Hilaire-de-Riez.

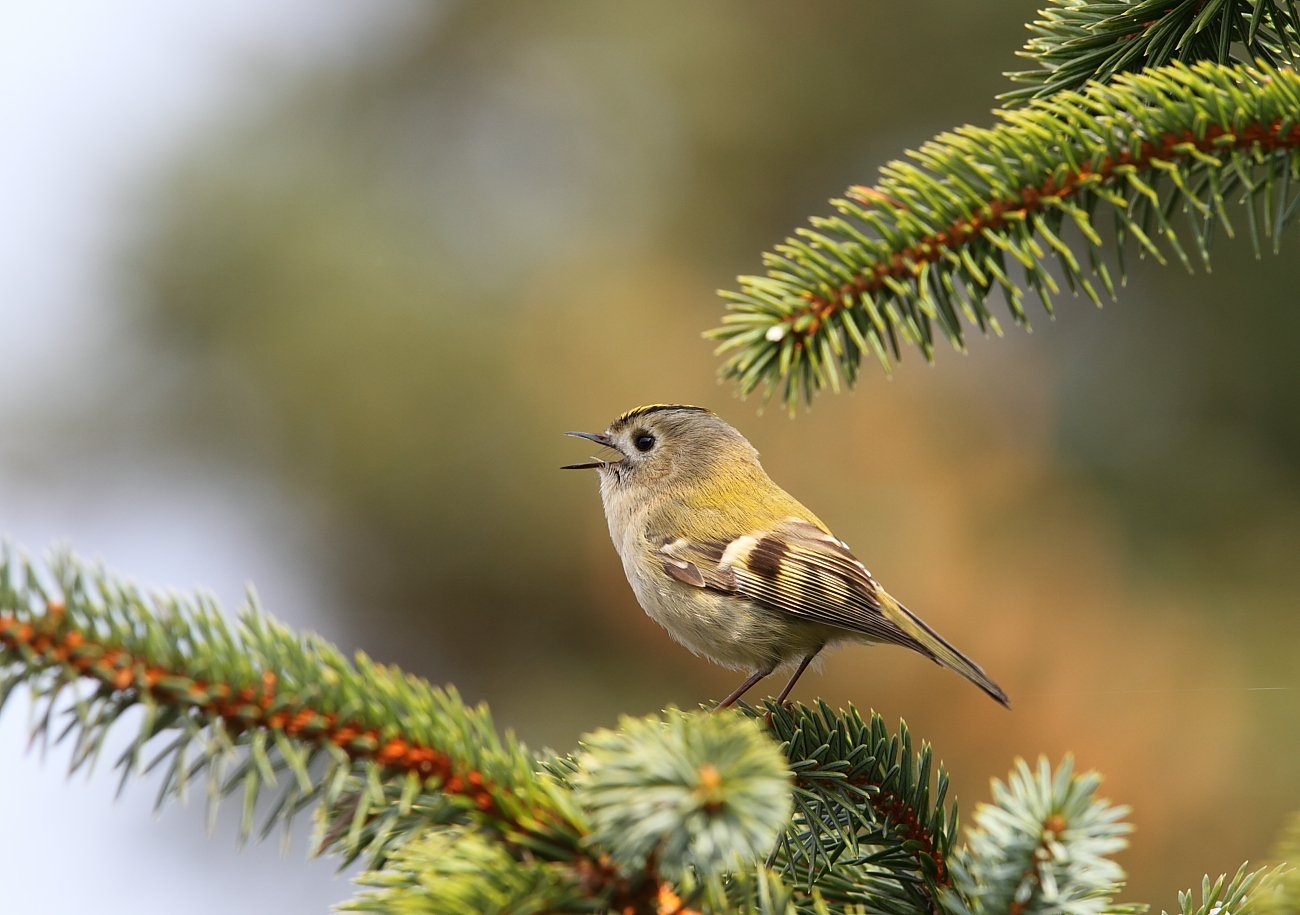
Esemplare canta in Norvegia.

Il regolo ha areale paleartico, spaziando nella sua distribuzione dall'Europa (comprese le isole britanniche e l'Islanda, dove è presente dal 1999) al Giappone attraverso penisola anatolica, Caucaso, nord dell'Iran, Tien Shan, Himalaya, Estremo Oriente Russo, Manciuria, Corea e Sakhalin, mentre in Asia centrale e Siberia centrale la specie è presente in maniera discontinua: esso risulta più comune nelle aree temperato-fredde (isoterme di 13–24 °C a luglio, temperature medie più basse rispetto a quelle preferite dall'affine fiorrancino).

Il regolo è una specie migratoria, con le popolazioni più settentrionali che durante i mesi freddi migrano verso sud, percorrendo anche 250–800 km al giorno ed accumulando riserve di grasso corporeo prima di intraprendere il viaggio. Uccelli in dispersione sono stati osservati anche alle isole Fær Øer (dove la specie attualmente è anche sporadicamente nidificante), in Giordania e in Marocco.

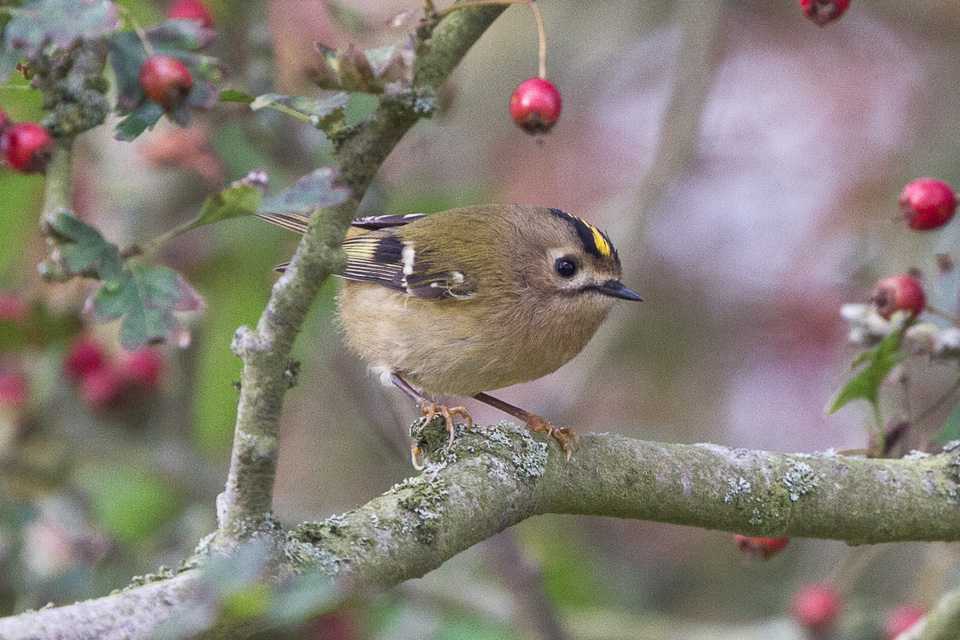
Esemplare nell'East Sussex.

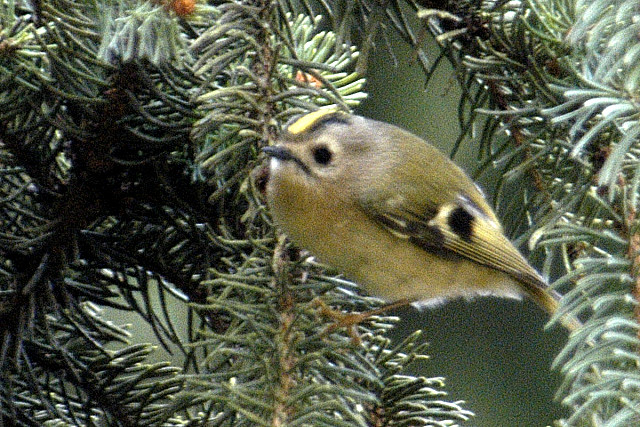
Esemplare in Belgio.

In Italia il regolo è presente in tutto il territorio nazionale nidificante in montagna, e lo si può avvistare ovunque durante le stagioni dei passi e in inverno.
L'habitat prediletto di questi uccelli durante il periodo riproduttivo è rappresentato dalle pinete montane  a prevalenza di abete rosso o bianco e dalla taiga, fino a 3000 m di quota (sebbene sia possibile osservarlo fino a 4800 m di altezza): essi colonizzano anche i boschi misti con presenza di latifoglie (ma solo se le conifere sono ben presenti) e si spingono anche in ambienti degradati in ripresa, come le aree piantumate e i vivai di conifere anche introdotte (come l'abete di Douglas), giungendo a rappresentare il 60% degli uccelli totali presenti in queste aree. Più raro è osservare questi uccelli in aree antropizzate come parchi e giardini, principalmente perché nella maggior parte dei casi essi mancano di conifere. La presenza o meno di sottobosco è irrilevante per la vita del regolo, fatto salvo il caso delle popolazioni delle Canarie, specializzate per la vita nella macchia mediterranea a erica arborea.

All'infuori del periodo riproduttivo, i regoli si dimostrano piuttosto adattabili, colonizzando anche aree più aperte e a latifoglie.

## Tassonomia
Se ne riconoscono quattordici sottospecie:
- Regulus regulus regulus (Linnaeus, 1758) - la sottospecie nominale, diffusa in Europa continentale e Siberia occidentale;
- Regulus regulus teneriffae Seebohm, 1883 - endemica di Tenerife e La Gomera;
- Regulus regulus ellenthalerae Päckert, Dietzen, Martens, J, Wink & Kvist, 2006 - endemica di La Palma e El Hierro;
- Regulus regulus azoricus Seebohm, 1883 - endemica di São Miguel;
- Regulus regulus sanctaemariae Vaurie, 1954 - endemica di Santa Maria;
- Regulus regulus inermis Murphy & Chapin, 1929 - endemica delle isole di Flores, Faial, São Jorge, Pico e Terceira;
- Regulus regulus buturlini Loudon, 1911 - diffusa in Crimea, Asia minore e nel Caucaso;
- Regulus regulus hyrcanus Zarudny, 1910 - endemica del nord dell'Iran;
- Regulus regulus coatsi Sushkin, 1904 - diffusa in Siberia centrale, ad est fino ai Monti Altaj e al lago Bajkal;
- Regulus regulus tristis Pleske, 1892 - endemica del Tien Shan;
- Regulus regulus himalayensis Bonaparte, 1856 - diffusa dall'Afghanistan orientale all'Himalaya occidentale;
- Regulus regulus sikkimensis Meinertzhagen, R. & Meinertzhagen, A., 1926 - diffusa dal Nepal orientale al Qinghai nord-orientale e al Gansu sud-occidentale;
- Regulus regulus yunnanensis Rippon, 1906 - diffusa in Tibet sud-orientale, Birmania nord-orientale, Yunnan settentrionale e sud di Sichuan e Shaanxi;
- Regulus regulus japonensis Blakiston, 1862 - diffusa in Russia orientale (ad est della giunzione Amur-Ussuri), Sakhalin, Curili, Hokkaidō e a Honshū.

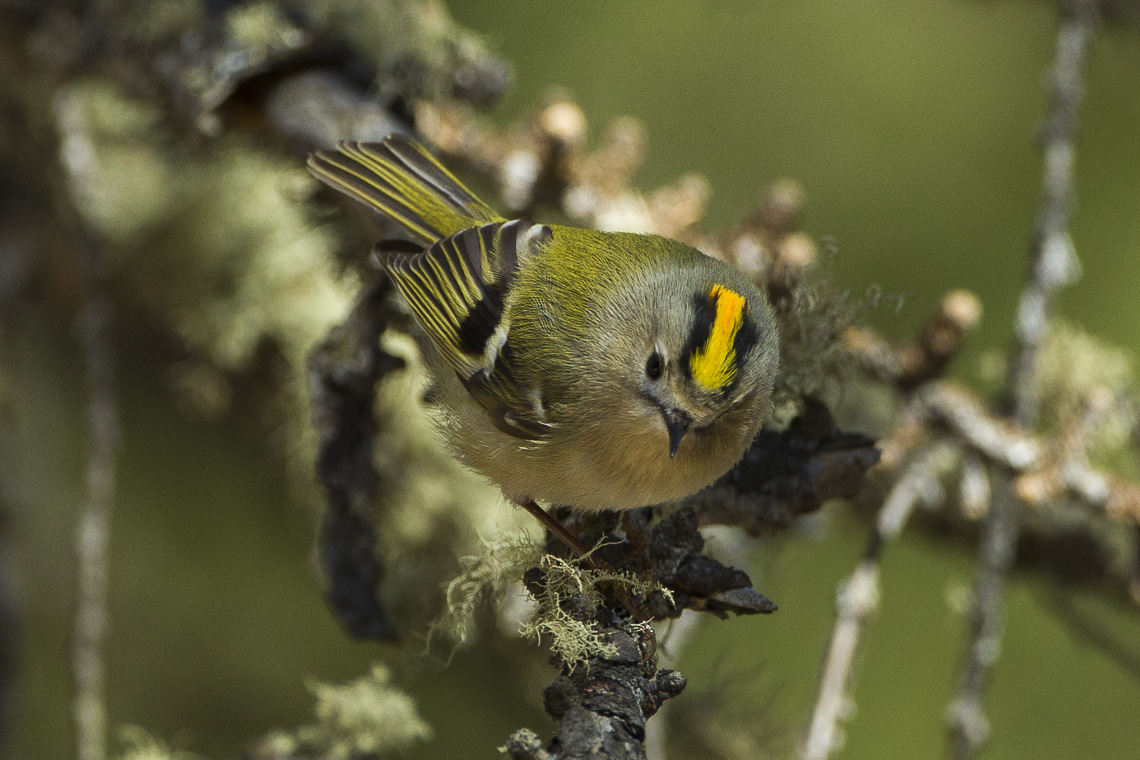
Maschio della sottospecie nominale in Val d'Aosta.
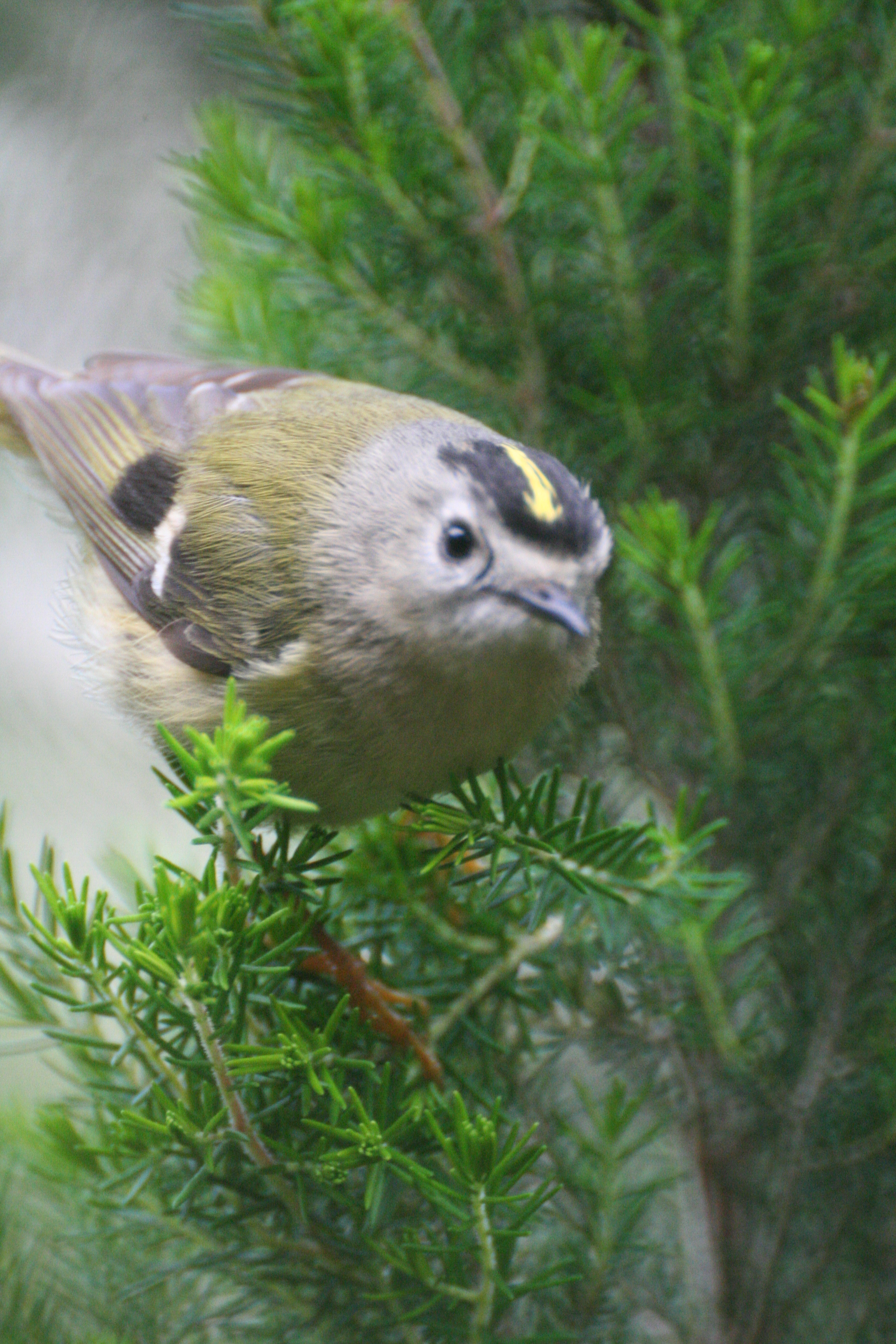
Esemplare della sottospecie teneriffae.
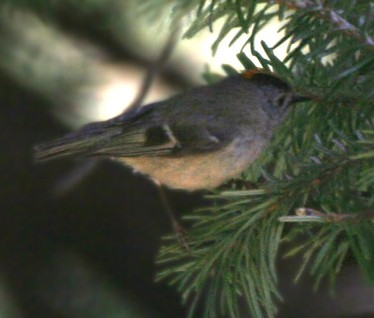
Maschio della sottospecie himalayensis.
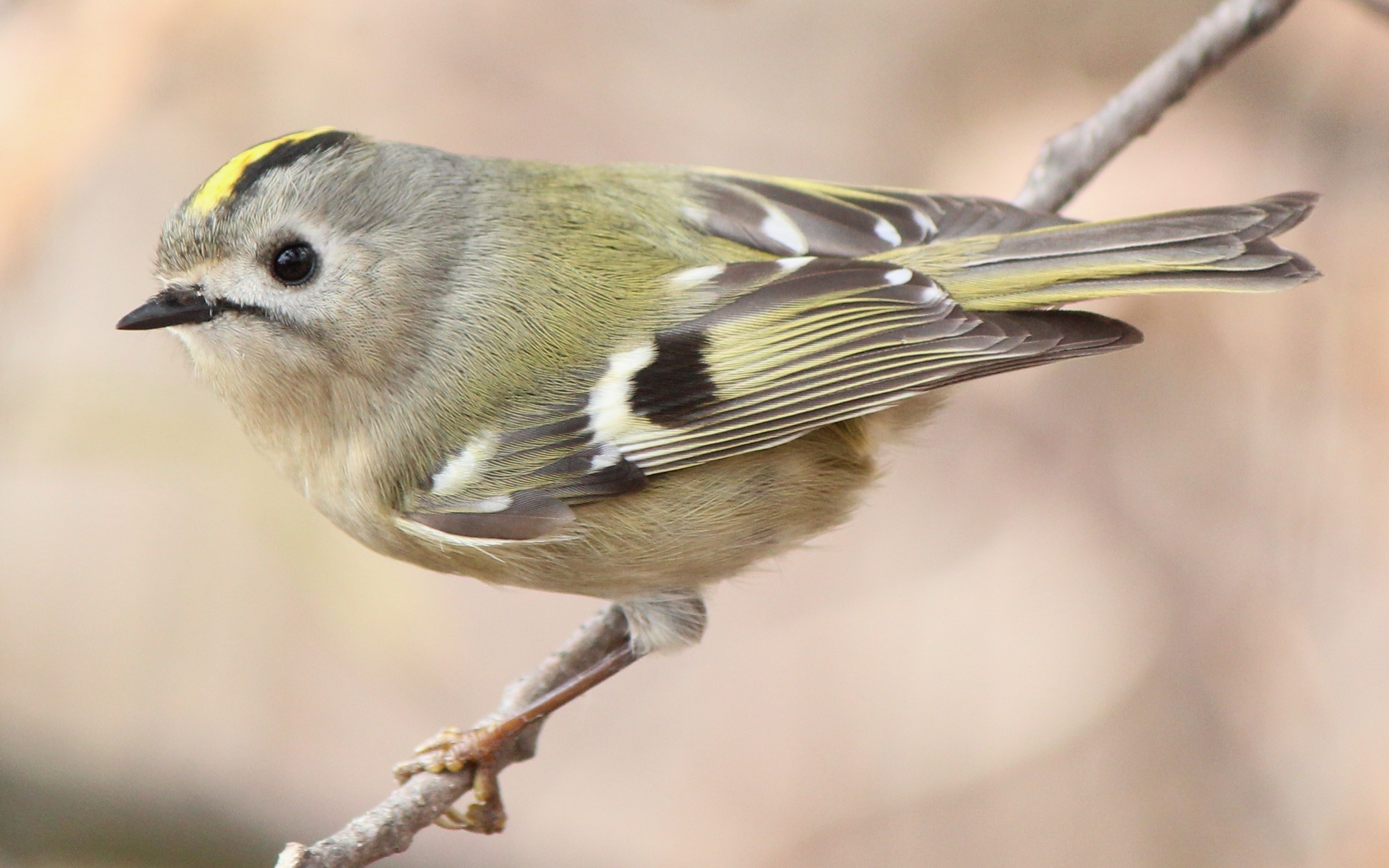
Maschio della sottospecie japonensis.

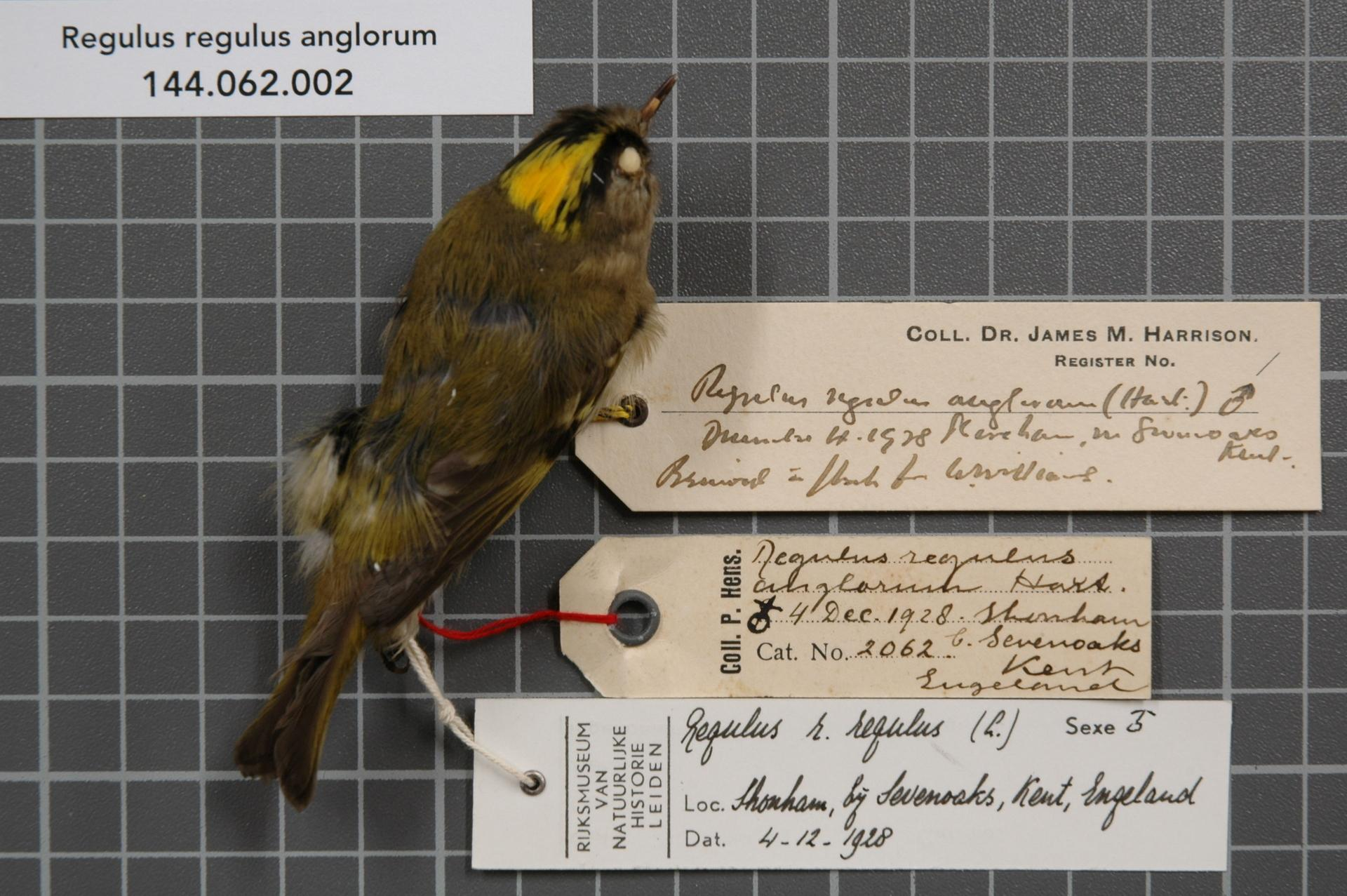
Maschio impagliato della proposta sottospecie anglorum.

La sistematica del regolo è piuttosto difficoltosa e tuttora oggetto di dibattito fra gli studiosi. Alcuni separerebbero dalla sottospecie nominale le popolazioni inglesi (col nome di R. r. anglorum) e corse (col nome di R. r. interni), mentre altri accorperebbero alcune delle sottospecie asiatiche  (soprattutto buturlini e hyrcanus, oppure himalayensis, sikkimensis e yunnanensis) in quanto mostrano poca differenza a livello genetico o di vocalizzazioni: la sottospecie teneriffae (dalla quale è stata recentemente separata la sottospecie ellenthalerae in base a differenze vocali, che hanno fatto pensare a una colonizzazione in due tempi, un primo arrivo a Tenerife e La Gomera fra i 2,3 e gli 1,9 milioni di anni fa e un secondo arrivo a La Palma ed El Hierro fra 1,8 e 1,3 milioni di anni fa) viene da alcuni considerata una specie a sé stante, e da altri una sottospecie del fiorrancino, ma le analisi del DNA molecolare sembrerebbero suggerire piuttosto l'esistenza di un clade orientale formato dalle sottospecie asiatiche e di un clade occidentale formato dalla sottospecie nominale, da quelle delle Canarie e da quelle delle Azzorre, nell'ambito delle quali la sottospecie azoricus non sia monofiletica ma formata da due taxa, uno vicino alla sottospecie sanctaemariae ed uno vicino a inermis.